# KAT (歌手)
KAT（キャット、1984年1月7日 - ）は日本で活動中のシンガーソングライターである。

## 来歴
父親がニュージーランド人で母親が日本人のハーフ。
東京都生まれ。父の国であるニュージーランドに5歳のときに移住。7歳のときに日本人である母親がファンだったイルカのテープを聴き、ヴォーカリストへの夢を抱くようになった。
8歳のときに、作詞作曲を開始した。
ニュージーランド、イギリスでの音楽活動の後、2005年9月帰国。
都内のライブハウスで活動を始めた。
3か月の滞在予定が、あと2週間に迫ったときに、sonyの関係者にスカウトされ、日本に留まることになる。
2007年9月12日binyl recordsから『Rock'n roll boys club -e.p.-』でメジャーデビューした。また、2007年4月30日以降23回を数えるストリートライブの集大成として、2007年9月17日、新宿駅東口アルタ前のイベント広場において、大規模なフリーライブを実施。
なお、メジャーデビューのプレリリースとも言えるHMV完全限定シングル『Today / ナゴリユキ』より、表記（芸名）をKat McDowell (キャット・マクドウェル) からKAT (キャット) に変更した。
キリスト教を深く信仰していることをライブ等で公言している。
2011年2月に結婚した。

## ディスコグラフィー

### シングル
|                         | 発売日        | タイトル                     | 規格                    | 備考                                                                                       |
| ----------------------- | ------------- | ---------------------------- | ----------------------- | ------------------------------------------------------------------------------------------ |
| アナログ盤 インディーズ | 2007年4月5日  | ナゴリユキ / Butterfly       | 12inch record           | 完全限定版。CISCOチャートにて、R&B部門1位、総合2位。 RR12-88492 Rhythm REPUBLIC            |
| プレ                    | 2007年9月1日  | Today / ナゴリユキ           | CD                      | HMV完全限定生産盤 ／ 2008年1月1日マツモトキヨシ主要店限定追加販売 AVC1-31338 binyl records |
| E.P.                    | 2007年9月12日 | Rock'n roll boys club -e.p.- | CD+CD-EXTRA             | AVCD-31283 binyl records                                                                   |
| 配信限定 シングル       | 2007年4月16日 | Thank you -English Ver.-     | 配信限定 (iTunes Store) | binyl records                                                                              |
| 1st                     | 2008年4月23日 | STOP                         | CD                      | AVCD-31397 binyl records                                                                   |
| 2nd                     | 2008年9月10日 | S.O.S -SAME OLD SONG-        | CD                      | "KATとVERBAL"名義 AVCD-31470 binyl records                                                 |

### アルバム
|             | 発売日        | タイトル              | 規格 | 備考                                          |
| ----------- | ------------- | --------------------- | ---- | --------------------------------------------- |
| ミニ Indies | 2007年5月9日  | Kat                   | CD   | RRCD-85350 Rhythm REPUBLIC                    |
| 2ndミニ     | 2009年3月25日 | Journey to the heart  | CD   | AVCD-23787 binyl records                      |
| 1st         | 2009年8月26日 | Echoes over the ocean | CD   | AVCH-78003 binyl records                      |
| 2nd         | 2011年7月6日  | You and me            | CD   | DQC-724 SilverTree Kat and the Underdogs 名義 |
| 3rd         | 2012年6月20日 | Hope in you           | CD   | SilverTree (カタログ番号なし）                |

### オムニバス/コンピレーション
- BARFOUT! presents『authentica delight～目覚めの良い朝』（2007年11月14日）RMJ-1004 Respect Music Japan
  - 7. REAL
- TOKYO LUXURY LOUNGE 3（2008年1月16日）GRGA-0043 GRAND GALLERY
  - 2. I BELIEVE (SECRET Edit) DAISHI DANCE feat. Kat McDowell
- コトノハ2～「kemuri」という小さなダイニング発のコンピレーション・アルバム Vol.2～（2009年1月28日）XNYY-10007 WaiWaiMusic
  - 7. ナゴリユキ（イルカ）/ KAT
- A Day in the Sun (2009年) SYN-1028 syn records (Starbucks Coffee Japan専売商品)
  - 5. Drive with me
- murasaki sports ムラスポミュージック LIFE vol.1 (2010年7月14日) 先行版 AVC1-78016 / 通常版 AVCH-78017 binyl records
  - 2. KAT：「Sing all night」

### 関連作品

#### 参加楽曲
- MELODIES MELODIES -DAISHI DANCE- （2007年10月3日）NWR-2025 NEW WORLD RECORDS
  - 5. I BELIEVE (DAISHI DANCE feat. Kat McDowel)
- WINTER NIGHT MELODIES / I BELIEVE -DAISHI DANCE- （2007年11月2日、アナログ版）NWR-3136 NEW WORLD RECORDS
  - side B 1. I BELIEVE feat. Kat McDowell -12inch Mix-
- Bomb -8otto- （2008年7月23日) BVCR-19127 BMG JAPAN
  - 2. Staxx
  - 3. N.Y.P
- DAISHI DANCE remix. -DAISHI DANCE- （2009年1月21日）XNNW-11001 NEW WORLD RECORDS
  - disk1-7. Sunset (DAISHI DANCE Remix)
  - disk2-8. I BELIEVE (UNRELEASED PIANO Remix)
- Spectacle. -DAISHI DANCE- （2009年10月7日）XNAE-10022 URBAN SOUND PROJECT
  - 12. There is a light feat. KAT
- at Rie sessions -Rie fu- (2010年3月31日) SRCL-7247 gr8! records
  - 4. Don't Worry
- PARTY LINE -DAISHI DANCE & MITOMI TOKOTO project. Limited Express- （2011年6月1日） XNAE-10039 URBAN SOUND PROJECT
  - 10. I BELIEVE2011 feat.KAT

#### コーラス参加
- HAPPINESS!! -Rei Mastrogiovanni-（2006年11月15日）NFCT-27034 Tearbridge International
  - Tr. 3, 4, 6, 7, 8, and 9
- relations -Rei Mastrogiovanni-（2007年10月10日）NFCT-27054 Tearbridge International
  - Tr. 3 and 4

## メジャーデビュー後の海外ライブ活動
- 2008/08/23 Taste of Japan @ Freeman's Bay Community Centre, Auckland, New Zealand

## サポートメンバー
- 屋敷豪太 - スネアドラム＋シンバルのみ（2007/2/23のみ）
- 不明（男性）- ドラムス（ナゴリユキ / Butterfly PV出演）
- Alastair Rogers（Sunset Drive） - ベース（ナゴリユキ / Butterfly / Rock'n Roll Boys Club PV出演）（2008/5/9 音楽戦士出演）
- Yoshimitsu（NEON GRAVITY） - ギター、アコースティック・ギター（Rock'n Roll Boys Club PV出演）
- Yuji - ドラムス、カホン（Rock'n Roll Boys Club PV出演）
- Mariko - キーボード（2007/10/28,2008/03/18 - ）
- 藤井謙二 - アコースティック・ギター（2007/10/27渋谷,11/18-24のライブのみ）
- 古市コータロー（THE COLLECTORS） - ギター（2008/5/9 音楽戦士出演）
- Armin（PHATE） - ドラムス（2008/5/9 音楽戦士出演）
- Taka - キーボード（2008/5/9　音楽戦士出演）
- 林宗應 - ベース（2008/07/09）
- NAOMI - キーボード（2008/10/28～）
- 須田昌宏 - アコースティック・ギター（2008/12/02～）
- 吉田佳史（トライセラトップス） - ドラムス（2009/02/13）
- 2007/09/17 新宿駅東口 ALTA前 イベント広場 2000人フリーライブ スペシャルバンド
  - 屋敷豪太 - ドラムス
  - 土屋昌巳 - ギター
  - 根岸孝旨 - ベース
  - 朝本浩文 - キーボード

## CMソング
- タイトルなし（8×4）
- 雨を見たかい（Have You Ever Seen The Rain）
- みつめていたい（Every Breath You Take）（キリン『氷結』）
- Sunset（BAILA11月号）（2007年10月）
- ナゴリユキ（マツモトキヨシ）（2008年1月1日 - ）
- 僕らには… (ヒト・コミュニケーションズ)

## CM
- マツモトキヨシ MK CUSTOMER商品「かぜ薬シリーズ／ナゴリユキ」篇（2008年1月1日 - ）
  - 放送は関東中心。全国のマツモトキヨシ店頭で視聴可。

- 株式会社ヒト・コミュニケーションズ (2009年8月31日～9月13日)
  - 放送地域は首都圏

## テレビ
本項では地上波のみを対象とする。
- 2007/05/15 フジテレビ系列「めざましテレビ」5:25～8:00
- 2007/10/11 全国31局「Channel a」9/17のフリーライブ&コメント
- 2008/01/18 日本テレビ系列「スッキリ！！」8:00～9:54「スッキリエンタメ略してスッタメ」コーナー
- 2008/02/01 フジテレビ系列「ハピふる！」9:55～11:24「エンタ“キテます”！」コーナー
- 2008/02/27 日本テレビ系列「汐留イベント部」25:59～26:14「2/29 NEXT HEROSのCM」
- 2008/04/02 日本テレビ系列「汐留イベント部」25:59～26:14「2/29 NEXT HEROSのライヴ映像」
- 2008/04/02 日本テレビ系列「音楽戦士 MUSIC FIGHTER」24:55～26:50「新入戦士」コーナー

## ラジオ
- BREAK IT DOWN（FMヨコハマ、22:30～22:55、2008年4月6日～2009年3月29日）
- NHK高校講座 英語2(NHKラジオ第2放送、20:10～20:30 2011年4月4日～)

## 映画
- 「VELVET -surfing journey in NZ: moa2」 (2009年7月29日) コロムビアミュージックエンタテインメント